# Cala Bona
Cala Bona ist ein Urlaubsort an der Ostküste der Baleareninsel Mallorca in der Region (Comarca) Llevant. Er liegt im Gemeindegebiet von Son Servera in der Mitte der weiten Bucht Bahia de Arta, nördlich von Cala Millor. Im Jahr 2016 hatte Cala Bona 1087 Einwohner.

## Beschreibung
Der Sandstrand des Ortes hat eine Länge von 550 Metern und einer Breite von 9 Metern und ist südlich der Hafenanlage gelegen.
Im Jahr 2006 hat der Strand von Cala Bona, wie auch der Sporthafen selbst die „Blaue Flagge“ für ausgezeichnete Wasserqualität und Zustand vom Ministerio de Medio Ambiente, Madrid erhalten.
Im Ort selbst sind besonders Wandertouren möglich. Daneben bestehen Möglichkeiten zum Tauchen und Angeln.

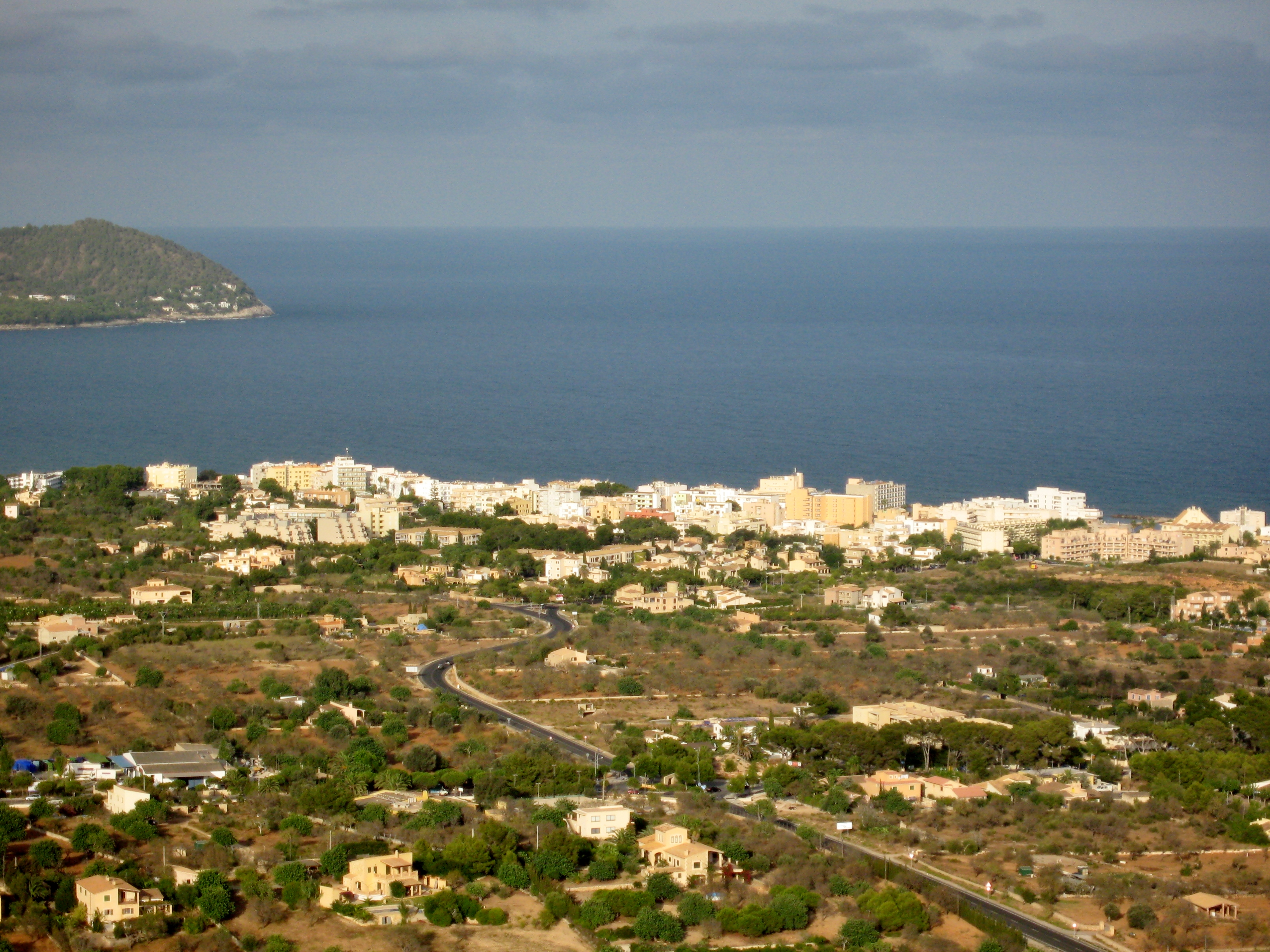
Blick auf Cala Bona
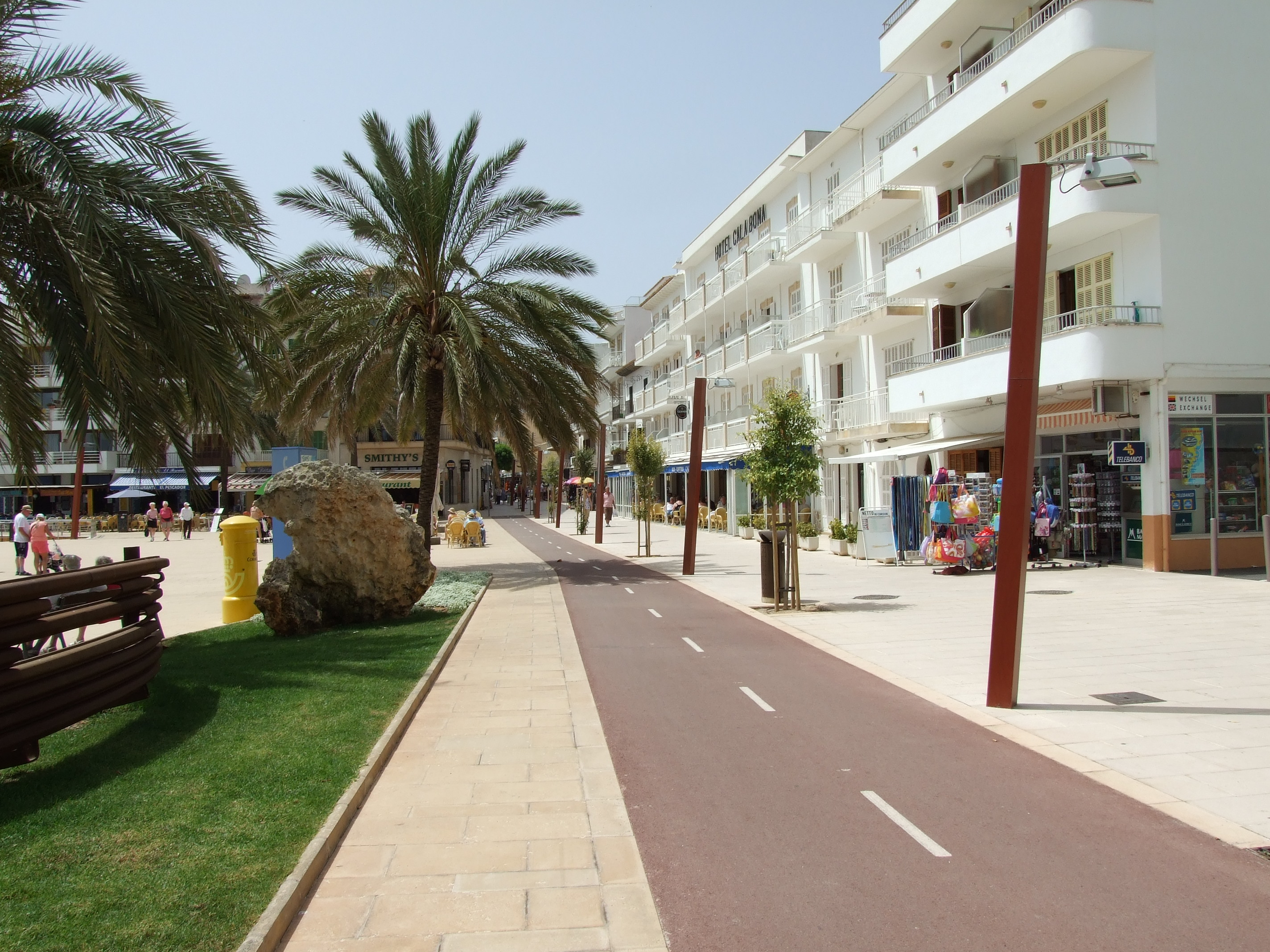
Promenade Cala Bona
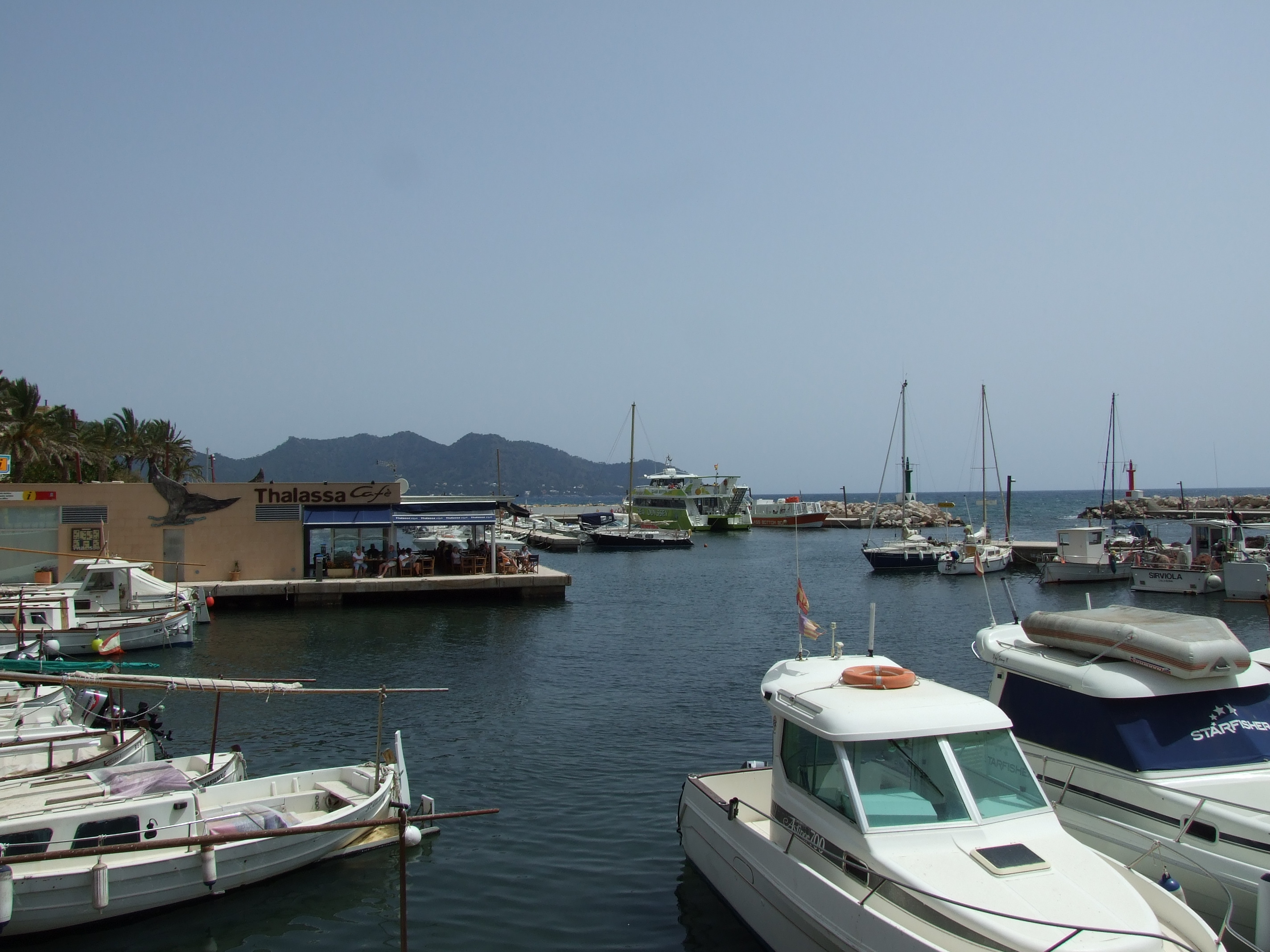
Hafen Cala Bona (Blick zur Hafeneinfahrt)
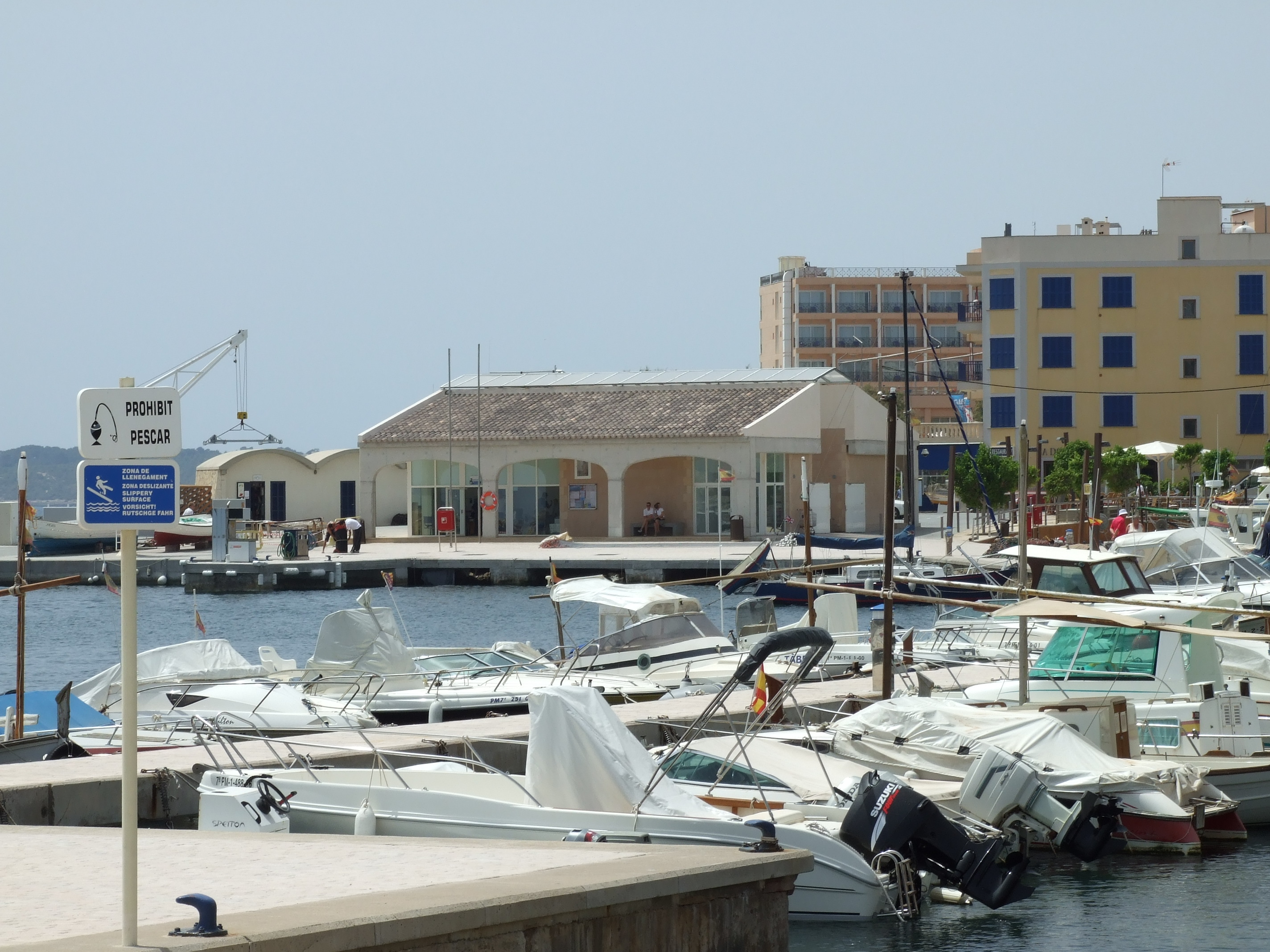
Hafenbüro und Tankstelle
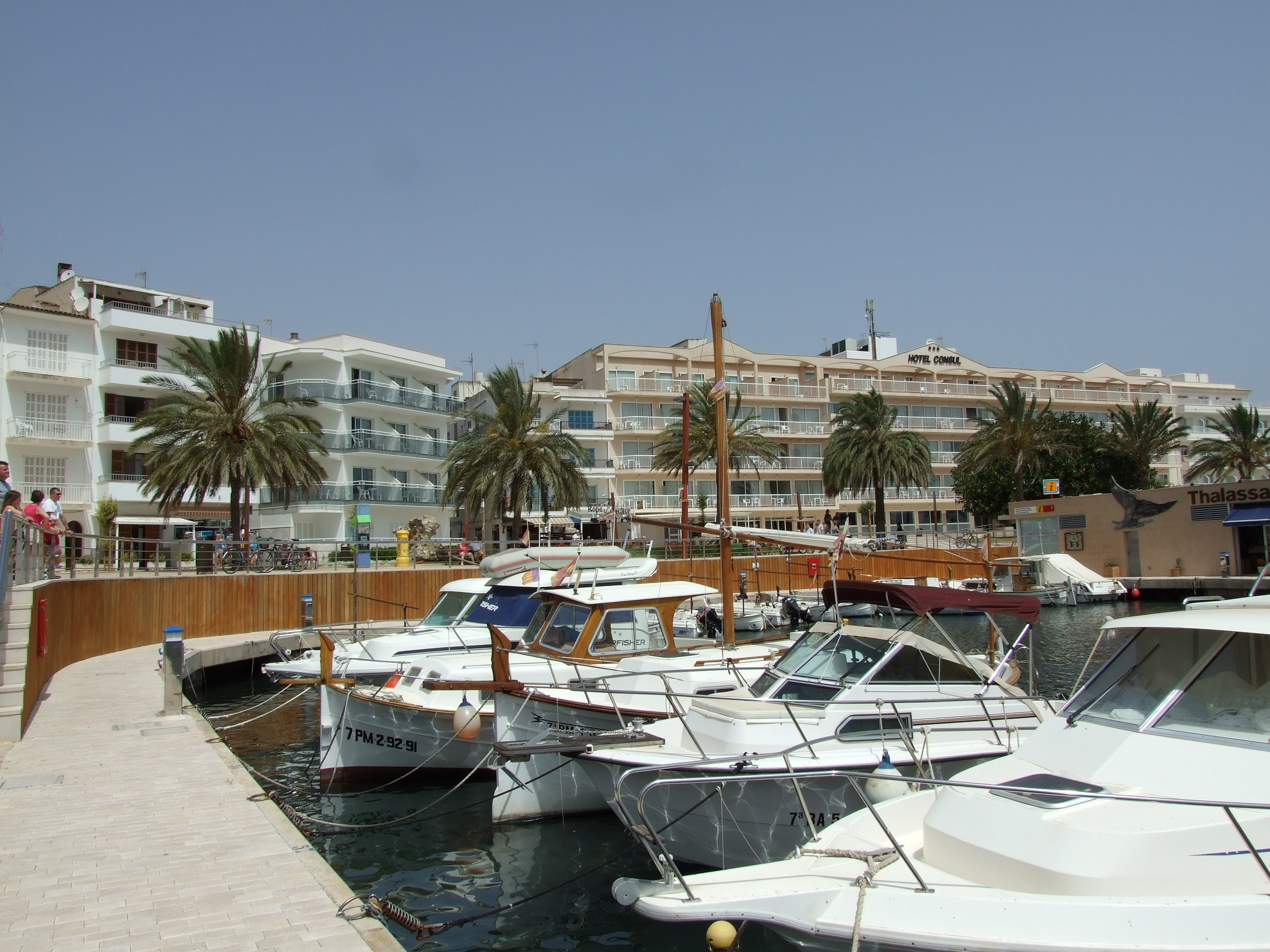
Blick vom Hafen zur Promenade

## Geschichte

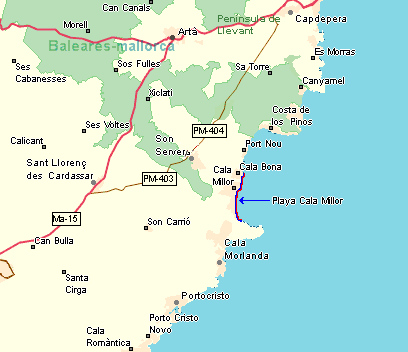
Cala Bona nördlich von Cala Millor
(Lageplan)

Ursprünglich war Cala Bona nur ein kleiner Naturhafen zwischen dem Cap des Pinar und der Halbinsel Punta de n’Amer, wo ein paar Familien vom Fischfang lebten. Die Männer fuhren mit ihren Llaüts (Booten) zu den umgrenzenden Felsvorsprüngen und gingen der Züchtung von Langusten nach. 1924 eröffnete das erste Gasthaus im Ort mit Namen "Cap Cupe", später wurde daraus das "Hotel Cala Bona".
Mit dem Wachstum des Nachbarortes Cala Millor wuchs ab den 60er Jahren auch Cala Bona zu einem bedeutenden Ort für den Tourismus. Heute sind die Ortschaften durch die Hotel- und Gastronomiebetriebe miteinander verbunden. In Cala Bona gibt es, neben den 14 Hotels, zahlreiche Bars und Speiselokale sowie eine Einkaufspassage.
Der Hafen und die Promenade wurden im Jahre 2006 neu gestaltet und ausgebaut. Der Hafenmeister erhielt ein neues Gebäude und eine Tankstelle für Sportboote wurde errichtet.

## Feste
Am 16. Juli finden in Cala Bona jährlich die Feierlichkeiten mit Meeresprozession zu Ehren der Schutzheiligen der Seeleute Nostra Senyora del Carme statt.

## Belege
1. ↑  Bevölkerungsstatistik für Cala Bona des Instituto Nacional de Estadística español (INE) Abgerufen am 23. August 2017 (englisch/spanisch).